# Andrea De Cesaris
Andrea de Cesaris, född 31 maj 1959 i Rom, död 5 oktober 2014 i Rom, var en italiensk racerförare.

## Racingkarriär
de Cesaris, som tidigare blivit världsmästare i karting, blev racinglärling i Ralt i det Brittiska F3-mästerskapet 1978. Två år senare gjorde han formel 1-debut i Alfa Romeo i Kanadas Grand Prix 1980.
Året efter blev de Cesaris andreförare i McLaren och kom som bäst sexa i San Marino. 1982 var han tillbaka i Alfa Romeo. Han hade sin första och enda pole position i USA West, men fick senare bryta från en andraplats. de Cesaris var kvar i Alfa Romeo ytterligare en säsong för att under återstoden av 1980-talet köra för ett antal olika stall utan några egentliga framgångar, men kom dock på pallen några gånger.
1991, när de Cesaris F1-karriär såg ut att vara slut, skrev han kontrakt med debutantstallet Jordan Grand Prix. 1992 och 1993 körde han för Tyrrell. Säsongen 1994 ersatte han Jordanföraren Eddie Irvine, som var avstängd, och därefter den skadade Karl Wendlinger i Sauber. Hans sista F1-lopp blev Europas Grand Prix 1994, vilket han bröt. Av de sammanlagt elva loppen 1994 var han tvungen att bryta nio stycken. 

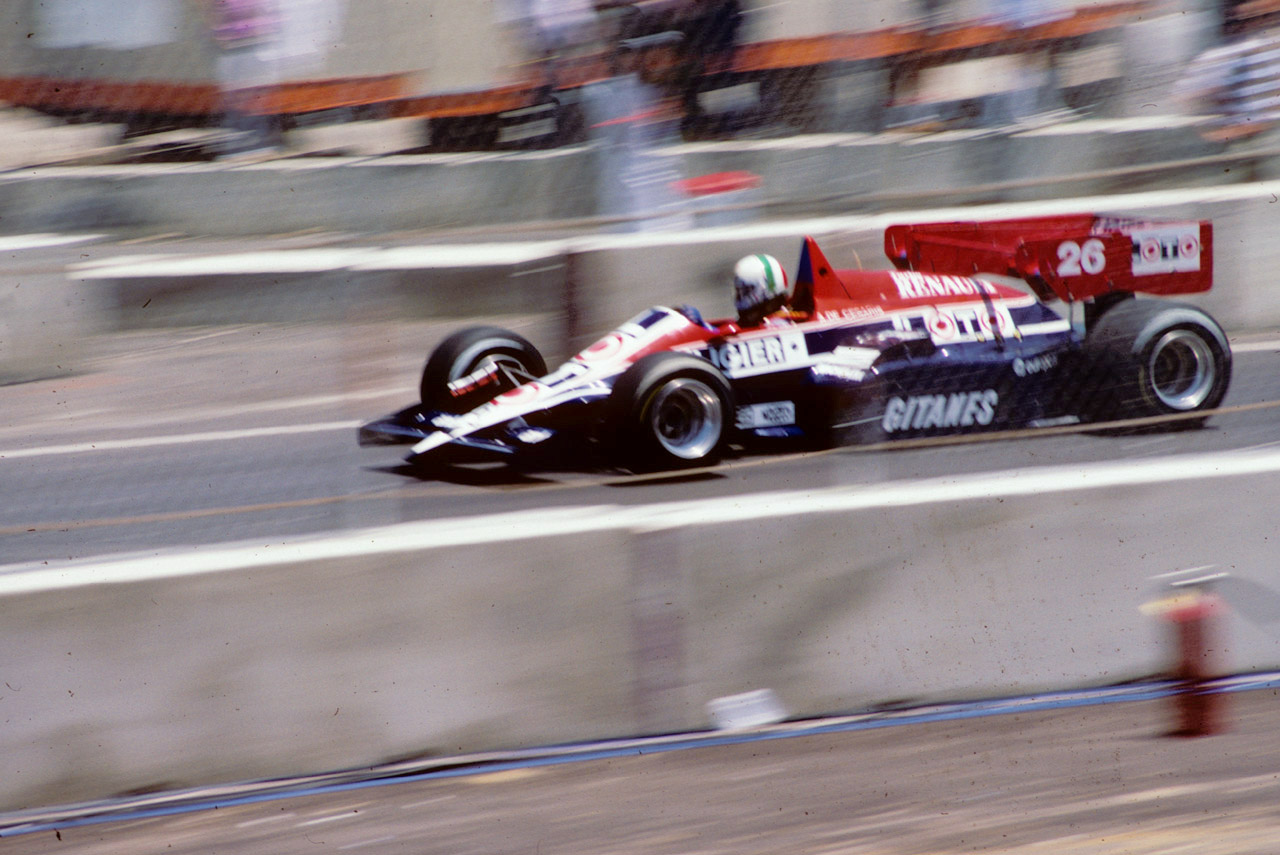
Andrea de Cesaris i Ligier i.

Efter F1-karriären blev de Cesaris valutahandlare men ägnade större delen av tiden att resa världen runt och vindsurfa.
De Cesaris har rekordet för flest brutna tävlingar i rad i Formel 1 någonsin. Han hade även rekordet för flest starter utan att ha tagit en seger, fram tills att det övertogs av Nico Hülkenberg säsongen 2024.

## F1-karriär
| Säsong                 | Stall/Tillverkare                  | Placering              | Lopp | Poäng | Etta | Tvåa | Trea | Pole | Varv |
| ---------------------- | ---------------------------------- | ---------------------- | ---- | ----- | ---- | ---- | ---- | ---- | ---- |
| 1980                   | Alfa Romeo                         | -                      | 2    |       |      |      |      |      |      |
| 1981                   | McLaren-Ford                       | 18                     | 15   | 1     |      |      |      |      |      |
| 1982                   | Alfa Romeo                         | 17                     | 16   | 5     |      |      | 1    | 1    |      |
| 1983                   | Alfa Romeo                         | 8                      | 15   | 15    |      | 2    |      |      | 1    |
| 1984                   | Ligier-Renault                     | 18                     | 16   | 3     |      |      |      |      |      |
| 1985                   | Ligier-Renault                     | 18                     | 11   | 3     |      |      |      |      |      |
| 1986                   | Minardi-Motori Moderni             | -                      | 16   |       |      |      |      |      |      |
| 1987                   | Brabham-BMW                        | 14                     | 16   | 4     |      |      | 1    |      |      |
| 1988                   | Rial-Ford                          | 15                     | 16   | 3     |      |      |      |      |      |
| 1989                   | BMS Scuderia Italia (Dallara-Ford) | 17                     | 16   | 4     |      |      | 1    |      |      |
| 1990                   | BMS Scuderia Italia (Dallara-Ford) | -                      | 16   |       |      |      |      |      |      |
| 1991                   | Jordan-Ford                        | 9                      | 16   | 9     |      |      |      |      |      |
| 1992                   | Tyrrell-Ilmor                      | 9                      | 16   | 8     |      |      |      |      |      |
| 1993                   | Tyrrell-Yamaha                     | -                      | 16   |       |      |      |      |      |      |
| 1994                   | Jordan-Hart Sauber-Mercedes        | 19                     | 2 9  | 3 1   |      |      |      |      |      |
| Sammanlagt 15 säsonger | Sammanlagt 15 säsonger             | Sammanlagt 15 säsonger | 214  | 59    | 0    | 2    | 3    | 1    | 1    |

| 1. Tyskland 1983 2. Sydafrika 1983 |

| 1. Monaco 1982 2. Belgien 1987 3. Kanada 1989 |

| 1. USA West 1982                  | 1. Belgien 1983 | \| 1. Frankrike 1990 2. Spanien 1993 \| |
|                                   |                 |                                         |
| 1. Frankrike 1990 2. Spanien 1993 |                 |                                         |